# Петеинозавр
Петеинозавр (лат. Peteinosaurus, от др.-греч. πετεηνός σαῦρος — крылатая ящерица) — род птерозавров из семейства диморфодонтид (Dimorphodontidae), в который включают единственный вид Peteinosaurus zambellii. Жили во времена триасового периода (215,6—212,0 млн лет назад) на территории современной Италии. Наиболее сохранные ископаемые остатки найдены в Итальянских Альпах.

## Описание

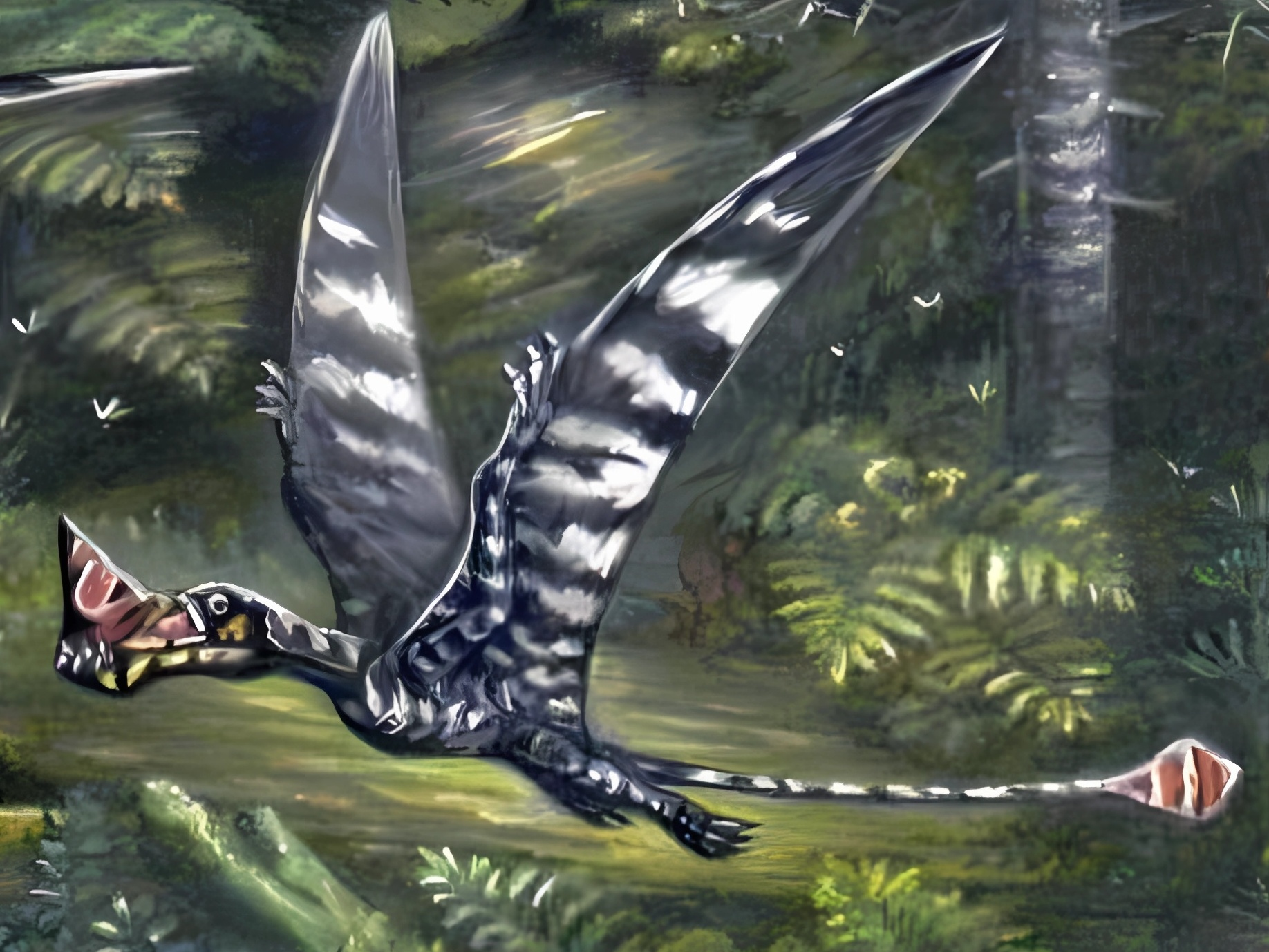
Реконструкция

Петеинозавр — один из самых мелких птерозавров, длина составляет 35 см, размах крыльев — 60 см (вероятно до 1 м), вес — предположительно 150 грамм. Крылья представляют собой складки кожи, натянутые между боками тела и длинным четвёртым пальцем передних конечностей.
Он обладал лёгким телом, покрытым волосками. Вытянутые в клюв челюсти могли нести зубы. У этого птерозавра был длинный хвост.

## В культуре
Петеинозавр появляется в научно-популярном сериале «Прогулки с динозаврами» от BBC. В фильме он обитал близ водоёмов и питался стрекозами.